# قصب السكر الخيطي الأوراق
قصب السكر الخيطي الأوراق (الاسم العلمي: Saccharum filifolium) هو نوع من النباتات يتبع جنس قصب السكر من الفصيلة النجيلية.